# Clase Swiftsure (1905)
La clase Swiftsure (también conocidos como clase Triumph) fue un grupo de dos acorazados pre-dreadnought botados para la Marina Real Británica, en 1903 y completados en 1905. Originalmente ordenada por Chile su construcción, como clase Constitución durante un período de alta tensión con Argentina, estaban destinados a enfrentarse a un par de cruceros acorazados ordenados construir por este último país y fueron optimizados para este papel. Esto significaba que eran más pequeños y estaban más ligeramente armados que la mayoría de los acorazados de la época. Fueron comprados por el Reino Unido en 1903 antes de su finalización para evitar su compra por parte del Imperio Ruso, ya que las tensiones aumentaban entre ellos y el Imperio Japonés, un aliado británico. Completados al año siguiente, el Swiftsure y el Triumph tuvieron carreras similares durante la primera década de sus servicios. Inicialmente fueron asignados a la Home Fleet y a las Flota del Canal antes de ser transferidos a la Flota del Mediterráneo en 1909. Ambos barcos se reincorporaron a la Home Fleet en 1912 y fueron transferidos en misiones exteriores en 1913; el Swiftsure a la Estación de las Indias Orientales como su buque insignia, y el Triumph a la Estación de China. 
Tras del comienzo de la Primera Guerra Mundial en agosto de 1914, el Swiftsure escoltó convoyes de tropas en el Océano Índico hasta que fue transferido a la Patrulla del Canal de Suez en diciembre. Después de defender el Canal de Suez a principios de 1915 de los ataques otomanos, el barco fue transferido a los Dardanelos en febrero y entró en acción bombardeando fortificaciones otomanas. El Triumph participó en la caza del Escuadrón de Asia Oriental de Maximilian Graf von Spee y en la campaña contra la colonia alemana en Qingdao, China. El barco fue transferido seguidamente al Mediterráneo a principios de 1915 para participar en la Campaña de los Dardanelos, hasta que fue torpedeado y hundido frente a Gaba Tepe por el submarino alemán U-21 el 25 de mayo de 1915.
El Swiftsure fue asignado a tareas de escolta de convoyes en el Atlántico desde principios de 1916 hasta que finalizó su comisión en abril de 1917 para liberar tripulación a buques antisubmarinos. A mediados de 1918, el barco fue desarmado y desguazado para ser utilizado como pecio de bloqueo durante una segunda incursión propuesta en Ostende. Finalmente, el Swiftsure fue vendido como chatarra en 1920.

## Diseño y descripción

### Trasfondo
A finales de 1901, Chile y Argentina estaban al borde de la guerra, y Chile estaba preocupado por la capacidad de su armada para contrarrestar a los cruceros acorazados Rivadavia y Mariano Moreno, que Argentina había adquirido de Italia a principios de ese año, antes de sus respectivas botaduras. Sir Edward Reed, diseñador jefe de Armstrong Whitworth, se encontraba en Chile por razones de salud en ese momento, y se reunió con oficiales de la Armada de Chile para discutir la idea de comprar o construir dos acorazados con alta velocidad y un armamento poderoso en un desplazamiento bajo. La compra de barcos existentes no era una opción práctica, por lo que los chilenos le pidieron a Reed que diseñara los barcos para su construcción en el Reino Unido. Chile encargó los barcos, que se llamarían Constitución y Libertad, en 1901, el Constitución se iba a completar en el astillero de Armstrong Whitworth en Elswick y el Libertad de Vickers en Barrow-in-Furness.

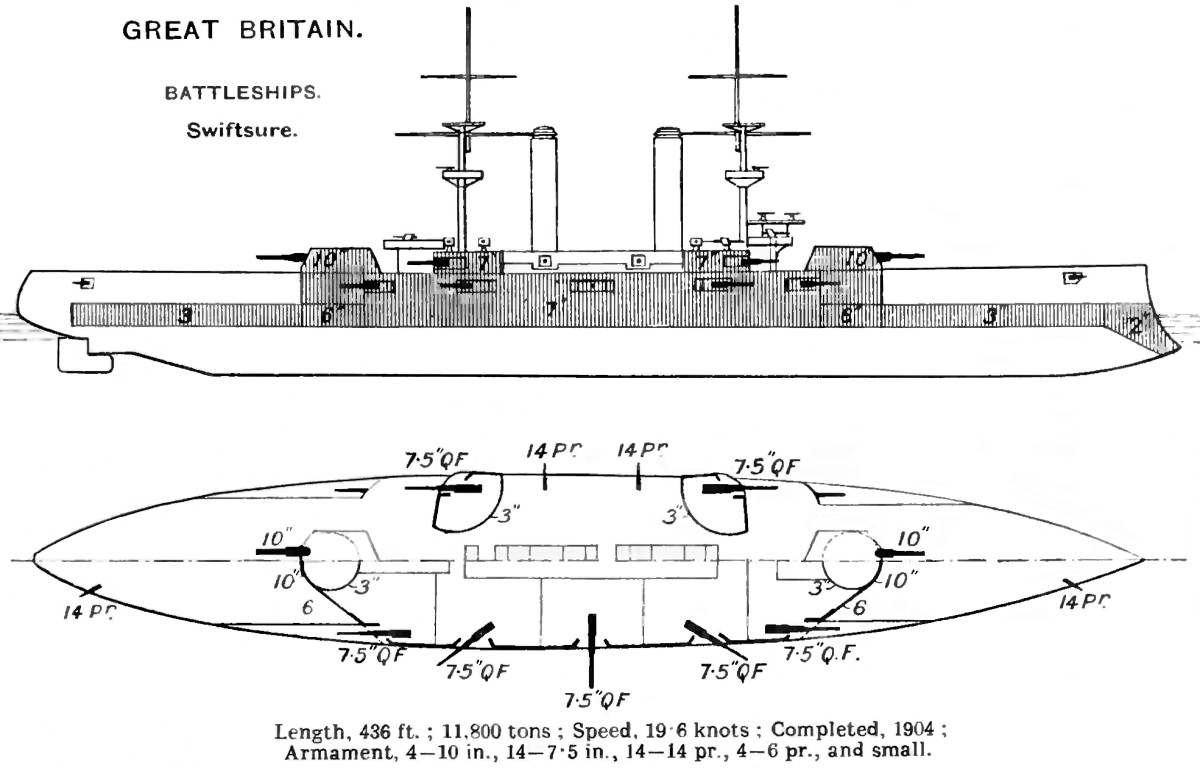
Alzado y planta de cubierta mostrados en la Brassey's Naval Annual (1915)

Los barcos eran considerados acorazados de segunda clase, de construcción ligera, armados y blindados según los estándares británicos; El Swiftsure, de hecho, sufrió una debilidad estructural mientras estaba en servicio y requirió el refuerzo del casco, aunque el Triumph no tuvo tales problemas. Chile había requerido que los barcos encajaran en el dique seco tradicional de Talcahuano, por lo que tenían que ser más largos y estrechos para su desplazamiento que los barcos construidos según los estándares británicos. Los detalles en la disposición de los mástiles y las anclas, así como la disposición de los polvorines y las salas de manipulación de proyectiles, también eran diferentes de los estándares británicos.
Como parte de los Pactos de Mayo, que pusieron fin a las tensiones casi bélicas entre Argentina y Chile, Argentina vendió a Japón sus dos cruceros acorazados, el Rivadavia y el Moreno, que estaban en construcción en Italia. El Constitución y el Libertad fueron puestos a la venta igualmente a principios de 1903. Si bien el Reino Unido no estaba del todo interesado en los barcos, la política internacional tuvo prioridad: cuando el Imperio ruso hizo una oferta por los barcos, los británicos se preocuparon de que pudieran ser utilizados contra su nuevo aliado japonés. Para evitarlo, los británicos lanzaron una contraoferta por ambos acorazados chilenos el 3 de diciembre de 1903 por 2 432 000 libras esterlinas, siendo aceptada.
Su compra por parte del Almirantazgo fue organizada por la firma londinense Antony Gibbs & Sons, una sociedad dirigida por Alban Gibbs y su hermano menor Vicary Gibbs. Ambos eran miembros del Parlamento, y su papel en la transacción significó que fueron reprobados en la Cámara de los Comunes, en virtud de una antigua ley que prohibía a los parlamentarios aceptar contratos de la Corona. Esto desencadenó dos elecciones parciales, en las que Alban fue reelegido sin oposición, pero Vicary perdió su escaño.
A pesar de que fueron diseñados según los requisitos chilenos en lugar de los británicos y requirieron algunas modificaciones durante la construcción después de su compra, no se necesitaron cambios importantes en el diseño para hacerlos adecuados para el servicio británico. Ambos fueron terminados en junio de 1904 y entraron en servicio con la Royal Navy, el Constitución como Swiftsure y el Libertad como HMS Triumph.

### Características generales

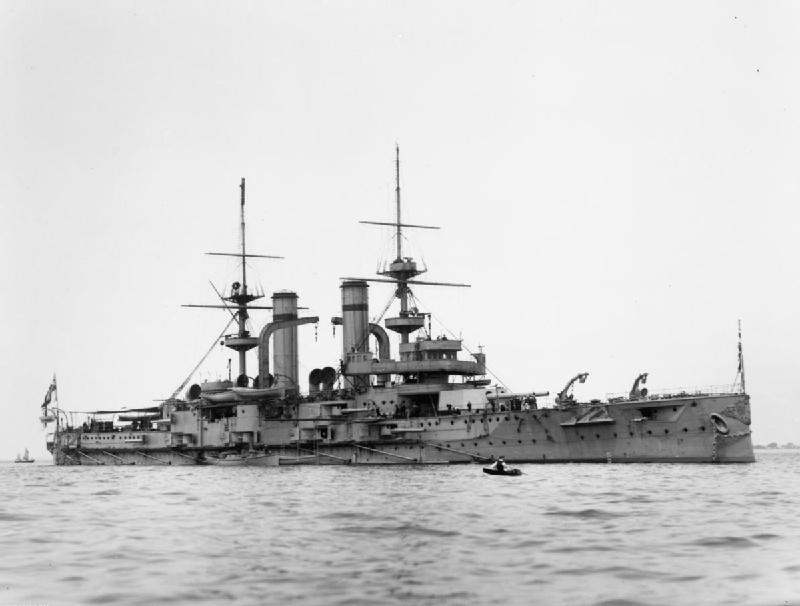
Imagen del HMS Triumph

Los barcos de la clase Swiftsure tenían una eslora total (LOA) de 475 pies 3 pulgadas (144,9 m), una manga de 71 pies 1 pulgada (21,7 m), y un calado de 28 pies 6 pulgadas (8,7 m) a plena carga. Desplazaban 12 175 toneladas largas (12 370 t) a carga normal y 13 840 toneladas largas (14 062 t) a plena carga. Los barcos tenían unas 375 toneladas largas (381 t) de sobrepeso en comparación con su desplazamiento diseñado, lo que aumentaba su calado y reducía su francobordo.
En 1914, la tripulación contaba con 803 oficiales y marineros. Los buques de esta clase eran bastante maniobrables como resultado de su timón equilibrado y una forma de casco optimizada para hacer que el timón fuera más efectivo. Fueron los últimos acorazados británicos en entrar en servicio con crestas de proa y también fueron los últimos en entrar en servicio equipados con capuchas de ventilación.

### Propulsión
Los barcos estaban propulsados por dos motores de vapor verticales invertidos de triple expansión de cuatro cilindros, cada uno de los cuales impulsaba una sola hélice. Una docena de calderas Yarrow proporcionaban vapor a los motores a una presión de trabajo de 280 psi (1931 kPa; 19 atm). Los motores producían un total de 12 500 HP indicados,  9300 kW (12 471,5 HP; 12 644,5 CV) que estaban destinados a permitir que los barcos alcanzaran una velocidad de 19,5 nudos (36,1 km/h; 22,4 mph). Los motores demostraron ser más potentes de lo previsto y ambos barcos superaron los 20 nudos (37,0 km/h; 23,0 mph) durante las pruebas de mar. Esto los convirtió en los acorazados más rápidos de la Royal Navy en el momento de su finalización, aunque su velocidad sostenida en servicio era ligeramente más lenta que la de la antigua clase Duncan. Llevaban un máximo de 2048 toneladas largas (2081 t) de carbón, suficiente para navegar 6210 millas náuticas (11 501 km; 7146 mi) a 10 nudos (18,5 km/h; 11,5 mph). En servicio, demostraron ser más económicos de lo que se pensaba en un principio, con un alcance estimado de 12 000 millas náuticas (22 224 km; 13 809 mi) a 10 nudos.

### Armamento
El armamento de ninguno de los dos barcos era del tipo estándar de la Royal Navy: habían sido diseñados para cumplir con los requisitos de la Armada de Chile y cada barco estaba armado por su respectivo constructor, aunque el rendimiento era idéntico. Fueron los primeros acorazados británicos desde el Renown de 1895 en montar una batería principal de cañones de 10 pulgadas (254 mm) y los últimos en hacerlo. Los barcos montaban tipos ligeramente diferentes de cañones de 10 pulgadas de calibre 45, cada barco usaba cañones diseñados por su constructor. Siguieron la práctica británica estándar de la época de montar la batería principal en dos torretas gemelas, una a proa y otra a popa. La Royal Navy creía que los cañones de 10 pulgadas eran demasiado ligeros para ser efectivos contra los acorazados modernos; podían penetrar el blindaje de los últimos acorazados alemanes y rusos, pero no el de los franceses, mejor blindados. Los cañones tenían pequeñas diferencias en la construcción, pero ambos disparaban proyectiles de 500 libras (227 kg) a una velocidad de salida de 2656 pies por segundo (810 m/s); Esto proporcionaba un alcance máximo de 14 800 yardas (13 533 m) a la elevación máxima del cañón de 13,5°. Se afirmó que el ciclo de disparo de los cañones Mk VI utilizados en el Swiftsure era de 15 segundos, mientras que el de los cañones Mk VII en el Triumph era de 20-25 segundos. Cada cañón estaba provisto de 90 proyectiles por cañón.

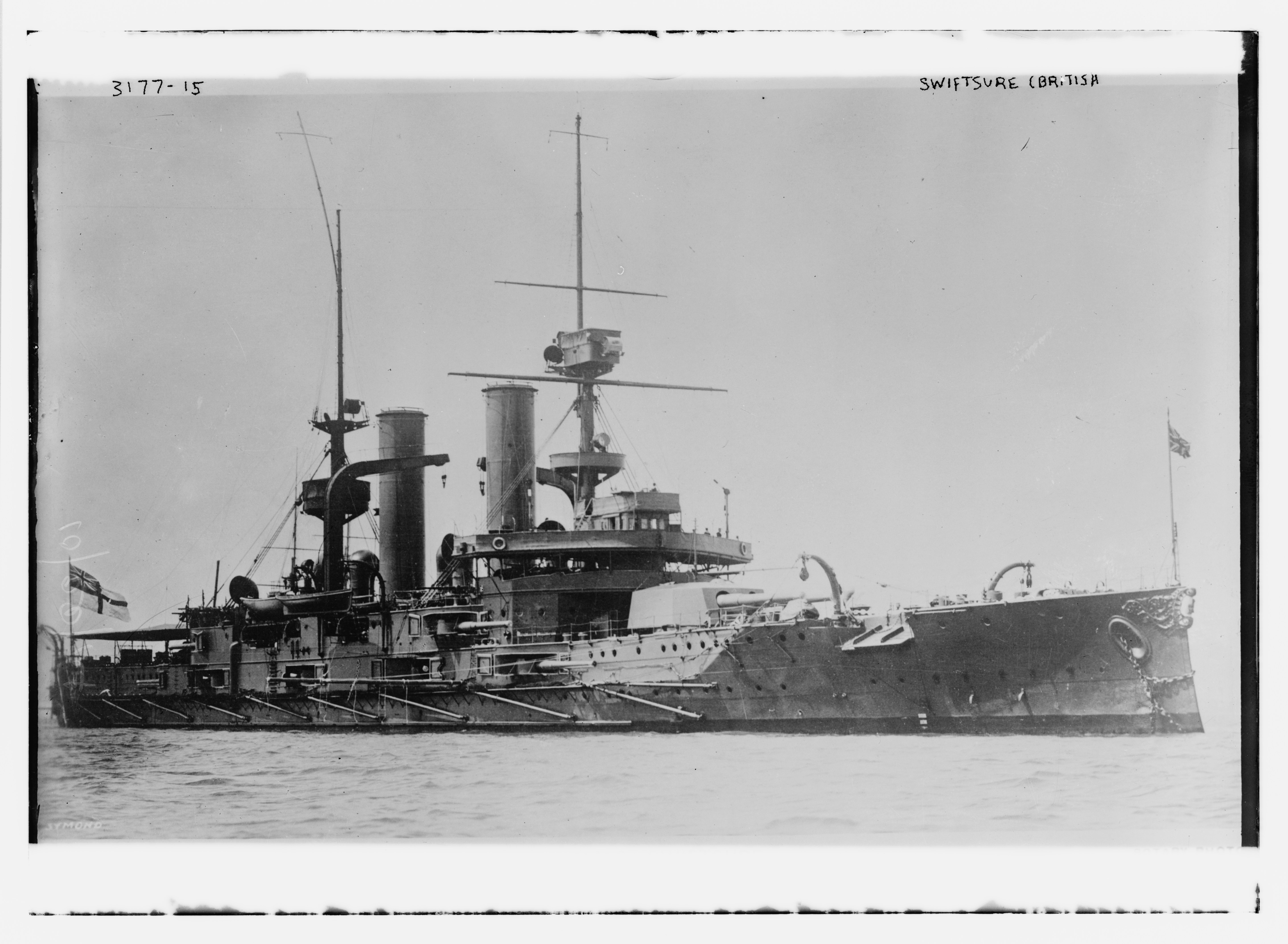
El Swiftsure fondeado

Tenían una poderosa batería secundaria, siendo los únicos acorazados británicos que montaban cañones de 7 1⁄2 pulgadas de calibre 50; estos eran de un tipo diferente a los cañones de 7 1⁄2 pulgadas montados en los cruceros británicos posteriores. Diez de los cañones estaban montados en una batería central en la cubierta principal, donde fueron criticados por ocupar demasiado espacio en la cubierta; los otros cuatro estaban en casamatas a lo largo de los palos de proa y mayor en la cubierta superior. Un problema más grave era que estaban montados a baja altura en el barco, a solo unos 10 pies (3 m) sobre la lámina de agua a plena carga, y eran inutilizables a alta velocidad o con mal tiempo, ya que sumergían sus bocas en el mar cuando trabajaban escorados a más de 14°. Los dos tipos de armas diferían ligeramente en su construcción, pero tenían un rendimiento idéntico. Dispararon proyectiles de 200 libras (90,7 kg) a una velocidad de salida de 2781 pies por segundo (848 m/s) a una velocidad de cuatro disparos por minuto. A su ángulo de elevación máxima de 15° tenían un alcance máximo de unas 14 000 yardas (12 802 m). Los barcos portaban 150 proyectiles por cañón.
La defensa contra los torpederos era proporcionada por catorce cañones QF (de tiro rápido) de 14 libras Mk I o Mk II que disparaban proyectiles de 14 libras (6,4 kg), pero los cañones fueron modificados para usar el proyectil estándar de 12,5 libras (5,7 kg) utilizado por el cañón QF de 12 libras y 12 cwt en servicio británico. Dispararon proyectiles de 3 pulgadas (76 mm) y 12,5 libras a una velocidad de salida de 2548 pies por segundo (777 m/s). Se desconoce su alcance máximo y su cadencia de disparo. Cada buque portaba 200 proyectiles por cada uno de estos cañones.
Los barcos también estaban equipados con un par de tubos lanzatorpedos sumergidos de 17,7 pulgadas (449,6 mm), uno en cada costado. Estaban provistos de nueve torpedos.

### Blindaje
El esquema de blindaje de los Swiftsure era más o menos comparable al de la clase Duncan. El cinturón principal de la línea de flotación estaba compuesto por un blindaje cementado Krupp de 7 pulgadas (178 mm) de espesor. Tenía 8 pies (2,4 m) de altura, de los cuales 5 pies y 3 pulgadas (1,6 m) quedaban por debajo de la línea de flotación con carga normal. A proa y popa de los mamparos oblicuos de 2 a 6 pulgadas (51 a 152 mm) que conectaban el blindaje del cinturón con las barbetas, el cinturón continuó, pero se redujo en grosor. Tenía 6 pulgadas de espesor a lo largo de las barbetas, pero se redujo a 2 pulgadas a proa y popa de las mismas. Continuaba hacia adelante hasta la proa y sostenía el ariete del barco. Continuaba a popa hasta el compartimiento del mecanismo de dirección y terminaba en un mamparo transversal de 3 pulgadas (76 mm). La franja superior de blindaje de 7 pulgadas cubría el costado del barco entre la parte trasera de las barbetas hasta el nivel de la cubierta superior. Las casamatas de la cubierta superior también estaban protegidas por paredes de 7 pulgadas, cerradas por placas traseras de 3 pulgadas. Los cañones de 7,5 pulgadas en la cubierta principal estaban separados por pantallas de 1 pulgada (25 mm) con placas de 1⁄2 pulgadas (12,7 mm) que protegían las bocas de los embudos hacia su parte trasera. Un mamparo longitudinal de 1 pulgada dividía la batería por su línea central.
Las caras de la torreta tenían un grosor de 9 pulgadas (229 mm) y sus lados y parte trasera tenían un grosor de 8 pulgadas (203 mm). Sus techos tenían 2 pulgadas de espesor y la capucha de mira que protegía a los artilleros tenía 1,5 pulgadas (38 mm) de espesor. Sobre la cubierta superior, las barbetas tenían 10 pulgadas (254 mm) de espesor en sus caras y 8 pulgadas en la parte trasera. Por debajo de este nivel se adelgazaron a 3 y 2 pulgadas respectivamente. La torre de mando estaba protegida por 11 pulgadas (279 mm) de blindaje en su cara y 8 pulgadas en su parte trasera. El blindaje de cubierta dentro de la ciudadela central variaba de 1 a 1 1⁄2 pulgadas de grosor. Fuera de la ciudadela, la cubierta inferior tenía 3 pulgadas de espesor y se inclinaba para encontrarse con el lado inferior de la armadura del cinturón. El historiador naval R. A. Burt evaluó la mayor debilidad de su esquema de blindaje como la reducción en el grosor del blindaje de las barbetas debajo de la cubierta superior. Creía que esto hacía que los pañoles de munición de los barcos fueran vulnerables a los impactos oblicuos cerca de las barbetas.

## Barcos de la clase
| Buque                           | Astillero                                 | Puesta de quilla      | Botadura            | Completado    | Destino                                           | Coste (excluyendo armamento) |
| ------------------------------- | ----------------------------------------- | --------------------- | ------------------- | ------------- | ------------------------------------------------- | ---------------------------- |
| HMS Swiftsure (ex-Constitución) | Armstrong Whitworth, Elswick, Tyne y Wear | 26 de febrero de 1902 | 12 de enero de 1903 | junio de 1904 | Vendido para desguace el 18 de junio de 1920      | £846 596                     |
| HMS Triumph (ex-Libertad)       | Vickers, Sons & Maxim, Barrow-in-Furness  | 26 de febrero de 1902 | 15 de enero de 1903 | junio de 1904 | Hundido por el U-Boot U-21 el 25 de julio de 1915 | £847 520                     |

## Historial de servicio

### HMSSwiftsure

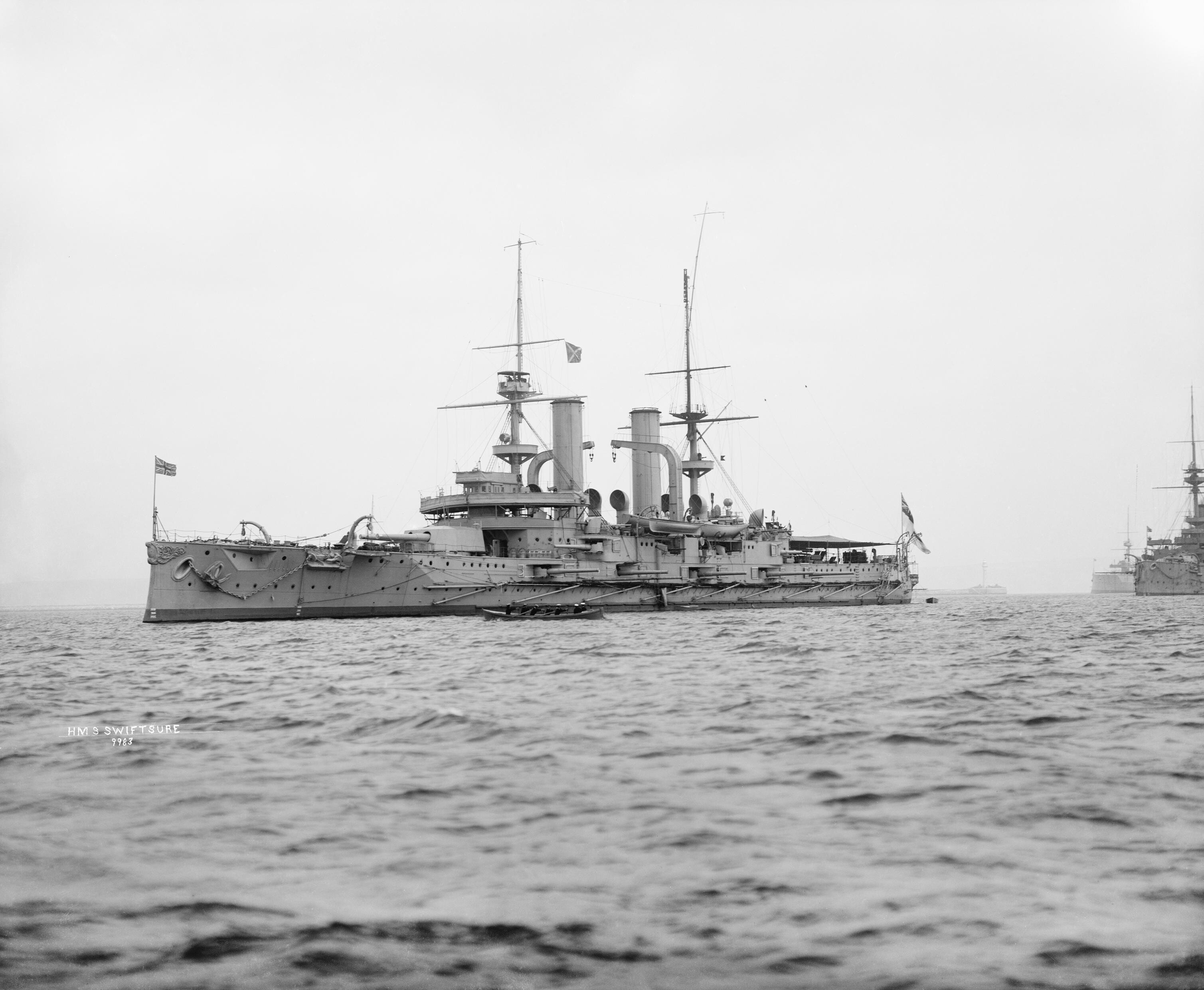
El HMS Swiftsure

El Swiftsure fue dado de alta el 21 de junio de 1904 para el servicio en la Home Fleet y la Flota del Canal hasta 1908. Colisionó con el Triumph el 3 de junio de 1905 y sufrió daños en sus hélices, popa y balcón de popa. El barco fue reacondicionado en el astillero de Chatham en junio-julio de 1906. El Swiftsure fue puesto brevemente en reserva desde el 7 de octubre de 1908 hasta el 6 de abril de 1909, cuando fue comisionado para el servicio con la Flota del Mediterráneo. El buque fue reasignado a Home Fleet el 8 de mayo de 1912 hasta que se le dio un largo reacondicionamiento desde septiembre de 1912 hasta marzo de 1913. El Swiftsure fue puesto de nuevo en servicio el 26 de marzo y asignado como buque insignia de la Estación de las Indias Orientales.
Durante la Primera Guerra Mundial, el barco escoltó a las tropas indias de Bombay a Adén de septiembre a noviembre de 1914. Luego fue transferido a la Patrulla del Canal de Suez el 1 de diciembre para ayudar a defender el Canal. Del 27 de enero al 4 de febrero de 1915, el barco ayudó a defender el Canal durante la Primera Ofensiva de Suez por parte de las fuerzas otomanas. El Swiftsure fue transferido a los Dardanelos el 28 de febrero y entró en acción en la Campaña de los Dardanelos bombardeando las fortificaciones otomanas. Fue asignado al 9.º Escuadrón de Cruceros para tareas de escolta en el Atlántico en febrero de 1916. El 11 de abril de 1917, el buque llegó a Chatham, donde rindió viaje para pasar seguidamente a la reserva con el fin de proporcionar tripulaciones a buques antisubmarinos. El Swiftsure fue reacondicionado a mediados de 1917 y cuando fue utilizado como buque de alojamiento de tropas desde febrero de 1918. Más tarde ese mismo año, el barco fue desarmado y desmantelado para ser utilizado como buque de bloqueo durante una segunda incursión propuesta en Ostende. Sin embargo, la guerra terminó antes de que el plan se llevara a cabo y fue utilizado brevemente como buque objetivo antes de que se pusiera a la venta en marzo de 1920. El Swiftsure fue vendido como chatarra el 18 de junio de 1920 a la Stanlee Shipbreaking Co.

### HMSTriumph

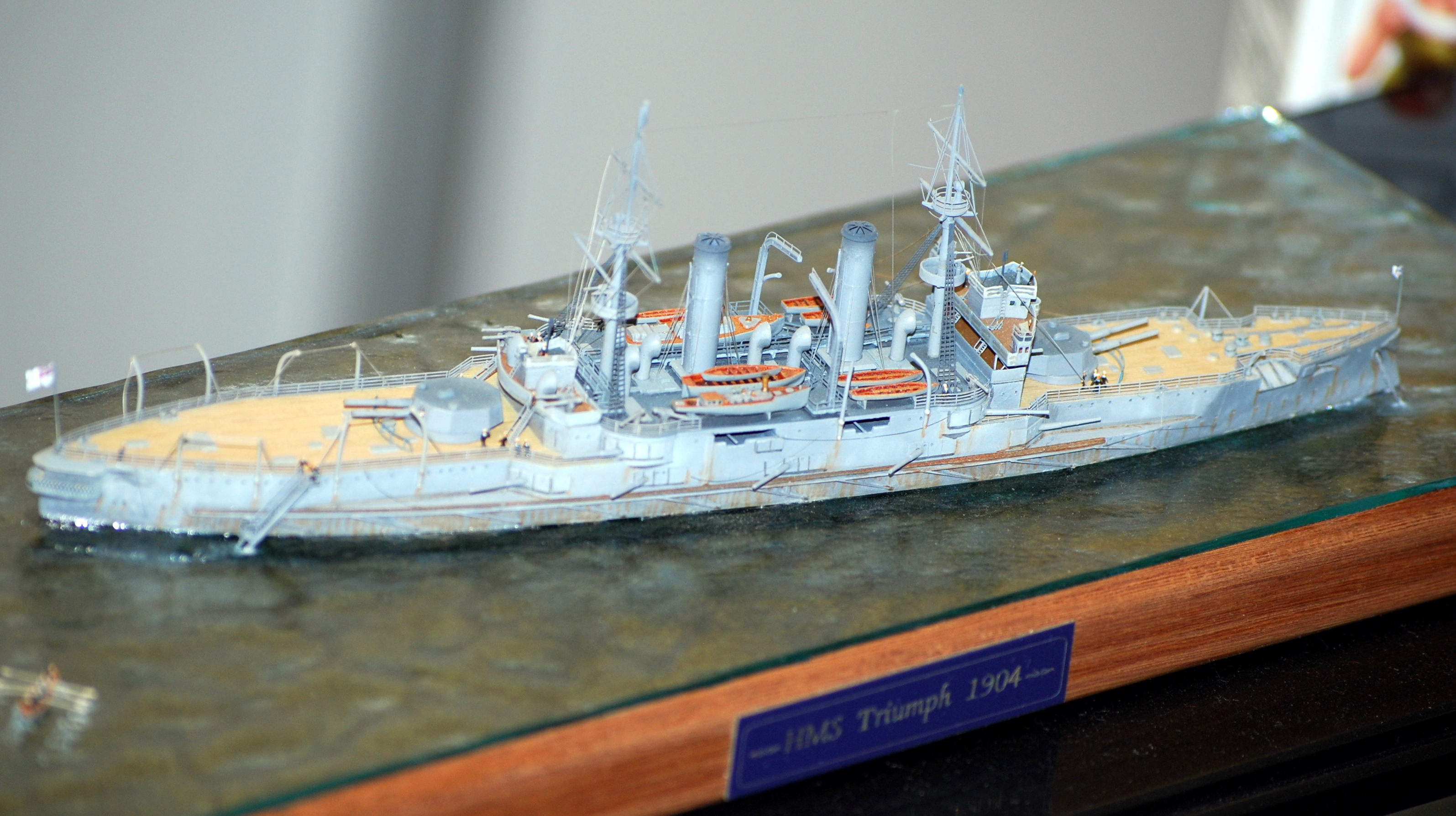
Maqueta del HMS Triumph.

Al igual que el Swiftsure, el Triumph fue dado de alta el 21 de junio de 1904 y fue asignado inicialmente a la Home Fleet, más tarde a la Flota del Canal, hasta 1909. El 17 de septiembre de 1904, el barco fue alcanzado por el SS Siren frente a Pembroke Dock, sufriendo solo daños leves. Al año siguiente, golpeó accidentalmente a su barco gemelo y sufrió daños en su proa. El Triumph recibió un breve reacondicionamiento en el astillero de Chatham en octubre de 1908 y fue transferido a la Flota del Mediterráneo el 26 de abril de 1909. El barco regresó a la Home Fleet en mayo de 1912. Fue transferido a la Estación China el 28 de agosto de 1913 y fue puesto en reserva en Hong Kong hasta que fue movilizado en agosto de 1914 al comienzo de la Primera Guerra Mundial.
El Triumph participó en la caza de la Escuadra alemana de Asia Oriental y en la campaña contra la colonia alemana en Qingdao, hasta noviembre, cuando comenzó un reacondicionamiento en Hong Kong. El barco partió el 12 de enero de 1915 para participar en la campaña de los Dardanelos. Fue torpedeado y hundido frente a Gaba Tepe por el submarino alemán U-21 mientras bombardeaba las fortificaciones otomanas en los Dardanelos el 25 de mayo de 1915.